# 木質ペレット

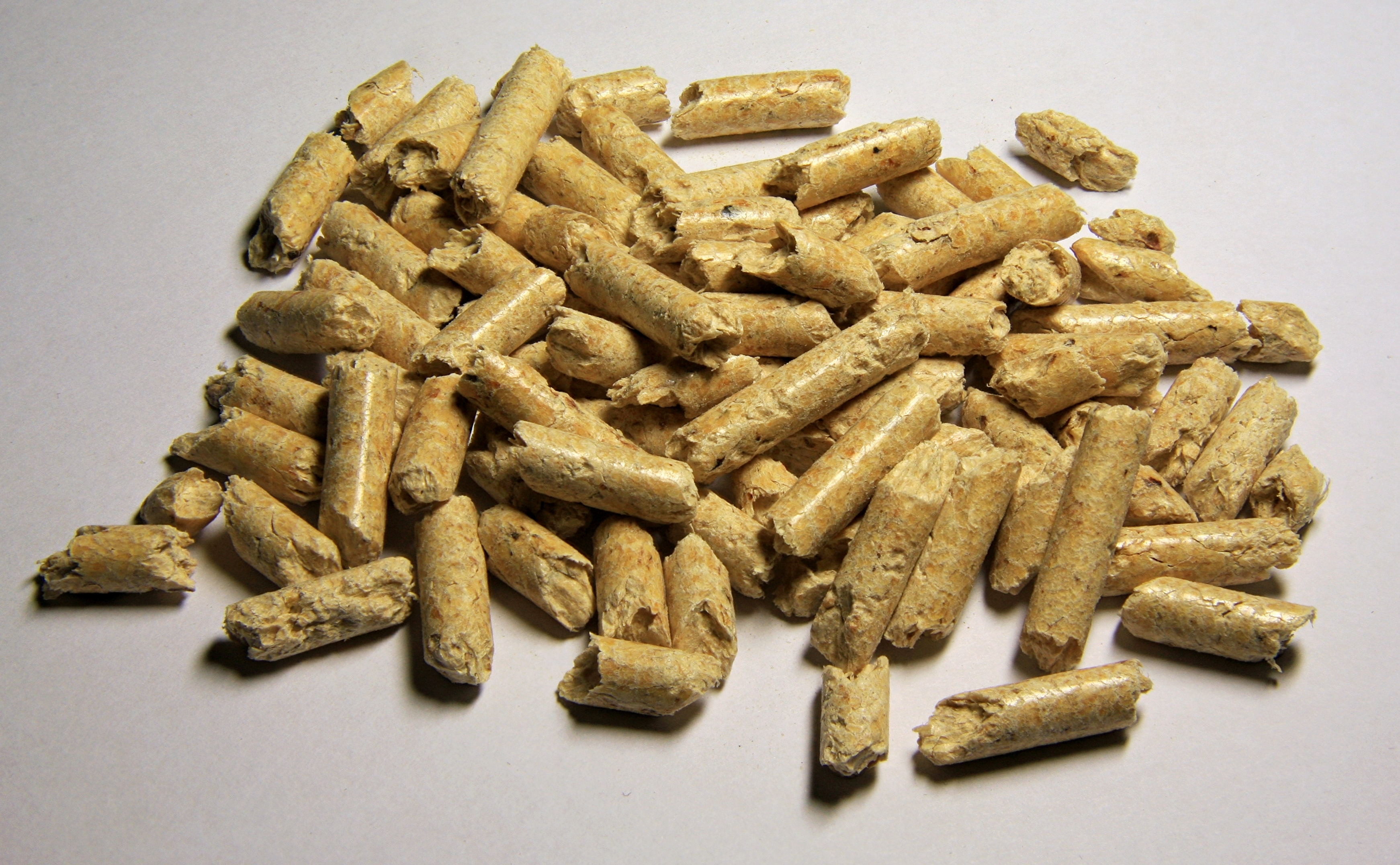
木質ペレット

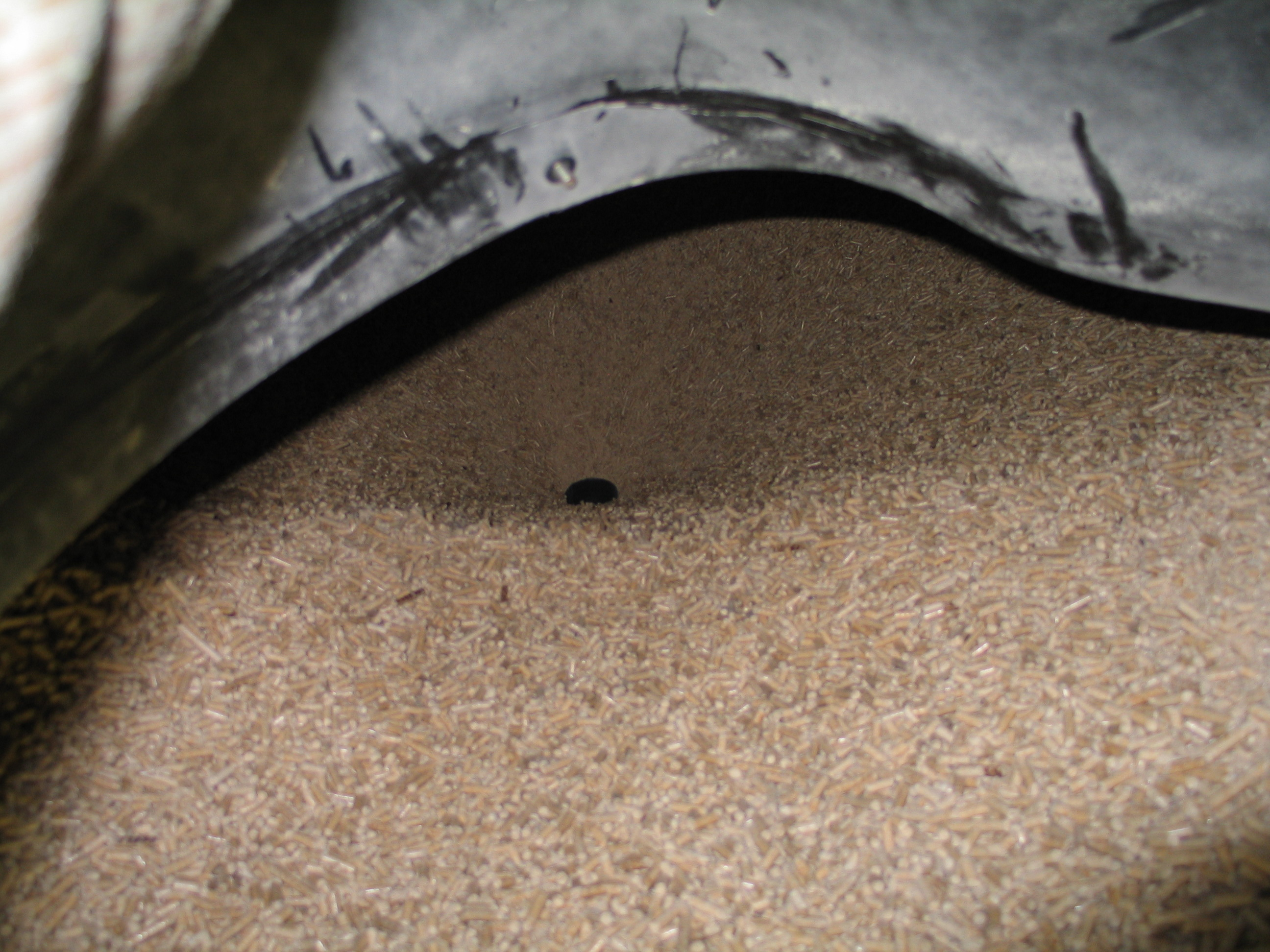
8トンのタンクに充填された木質ペレット

木質ペレット（もくしつペレット、英: Pellet fuel または Wood pellet）とは、原木(丸太)、樹皮、枝葉や製材時に発生する端材、おがくずなどを乾燥させ破砕し、その後に水分量を調節して小粒の棒状に圧縮成型した固形燃料である。
木質バイオマスの一種。
ペレットストーブ、ペレットボイラー、吸収式冷凍機などの燃料として用いられる。
固く、小さく、軽く、表面がなめらかで、流動性が高いという特徴を備えているため扱いやすく、単なる暖房機器の燃料という枠を超えて発電所のような大規模設備の燃料として用いることが可能であり、バイオマス発電の主要燃料としての位置を占めている。
地球温暖化の対策になるとして世界各国はバイオマス発電と木質ペレットの利用を推進したが、ペレット製造のために森林伐採が加速し、また燃料とした場合のCO2放出量は化石燃料よりも大きいことなど、総合すると化石燃料と同様以上の環境破壊に繋がることが指摘されており、気候変動についての国際的な会議である第26回気候変動枠組条約締約国会議(COP26)では多くの抗議運動が行われ、厳しい質問が相次いだ。イギリスの専門誌であるThe Houseは木質燃料を石炭、石油、天然ガスに続く「第四の化石燃料」と定義している。

## 概要

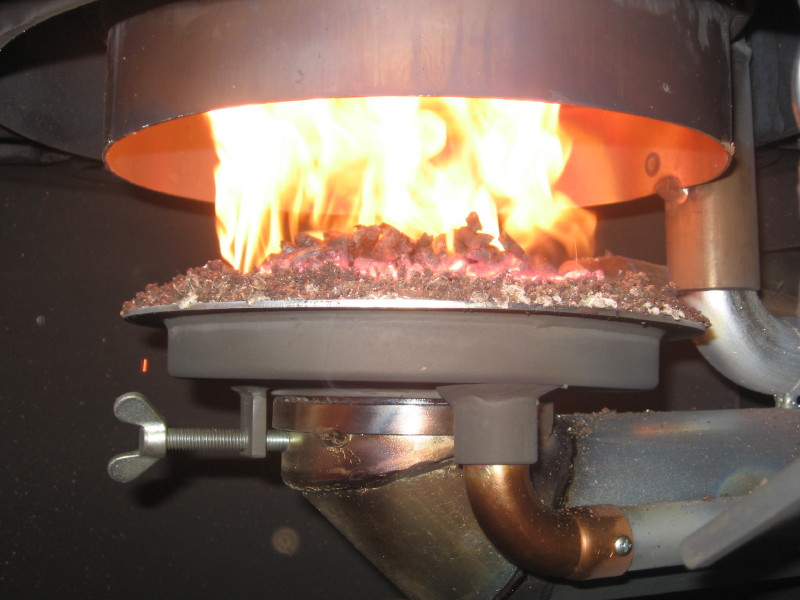
燃焼している木質ペレット

木質ペレットは燃焼によってCO2を発生するが、カーボンニュートラルの論理により統計上は排出しないものとして取り扱ってもよいとされていること、不要物を原料とするなどCO2排出量削減の観点と、近年の原油価格高騰に対抗するコスト削減の観点から急速に注目を浴びている。形状は直径6 mm - 8 mm 程度、長さ10 mm - 20 mm 程度の円筒形のものが多い。原料となる木材種や使用部位によりホワイトペレット、バークペレット、全木ペレットに分けられる。使用部位は木質部とは限らず、樹皮もペレット化できるほか、樹木自体もさまざまである。木ではなく竹からつくることもできる。原料によって外観は異なるが、ほとんどの場合はかなり堅く、原料中のワックス成分によって表面の手触りはつるつるしている。
木質ペレットには一般的に接着剤は使われておらず木材自体に含まれるリグニンによって顆粒状に成形されている。そのため湿度の高い環境で保管したり強い衝撃や圧力を加えると崩れてしまい不具合を生じる。

## 規格

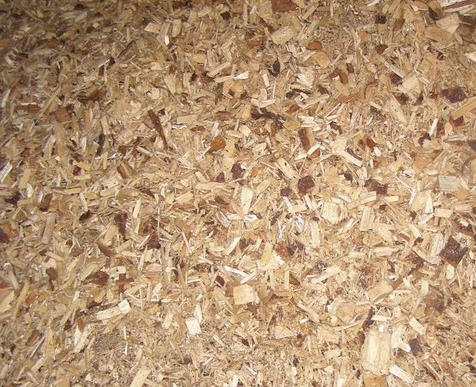
加圧成形前の破砕されたウッドチップ

木質ペレットの品質や成分などの基準について日本工業規格 (JIS) では定められていない。このため多くの製造業者・自治体は一般財団法人日本燃焼機器検査協会が定めた「木質系バイオマスペレットの基準 (JHIA N-5651) 」に沿って製造を行っている。この基準では原料、寸法、発熱量、水分・灰分・塩素・硫黄酸化物の各含有率などが定められている。またその第一項に「1、適用範囲・この基準は、有害物質に汚染されていない樹木を原料として生産された木質系バイオマスペレット（以下、ペレットという）でペレット燃焼機器に用いるものについて規定する。ただし、原料となる樹木が、海水中で貯蔵されたもの 、又は他の目的で使用され廃材となったものには適用しない。」との項目があるため、建築物解体廃材などの廃棄物を原料にせず、製材過程でできたおが粉や鉋くず・樹皮を原料にするケースが多い。

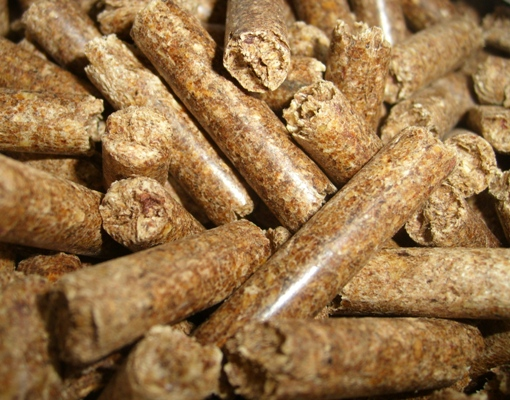
全木（混合）ペレット

おおまかに分けて以下の三つがある。
- 木部ペレット（ホワイトペレット）
樹皮を除いた木質部を主体とした原料を用いて製造したペレット[1]。火力が強く、灰が非常に少ない（1.0 % 未満）。
- 全木（混合）ペレット
「全木ペレット」は樹皮を含む木材（樹皮付丸太）を原料として製造したペレット[1]。
「混合ペレット」は樹皮と木部を任意の割合で混合した原料を用いて製造したペレット
灰分は1 % - 2 % となっており比較的少ない。
- 樹皮ペレット（バークペレット）
樹皮を主体とした原料を用いて製造したペレット[1]。比較的火力が弱く、灰が多い（8 % 未満）。頻繁に灰掃除する必要がある。

これらに加え、更に加工したものにブラックペレットがある
木質ペレットを炭化させたものであり、ほぼ純粋な炭素の塊である。石炭や木炭と同様に扱うことができ、石炭との混焼に向いているとされる。重量当たりの発熱量が多いため、運輸コストは通常の木質ペレットよりも小さいため今後供給が拡大するという。

## 製造

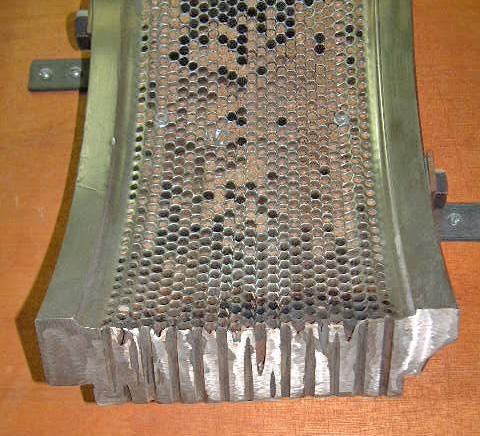
ペレット成型の一例
（リング状金型プレスの断面）

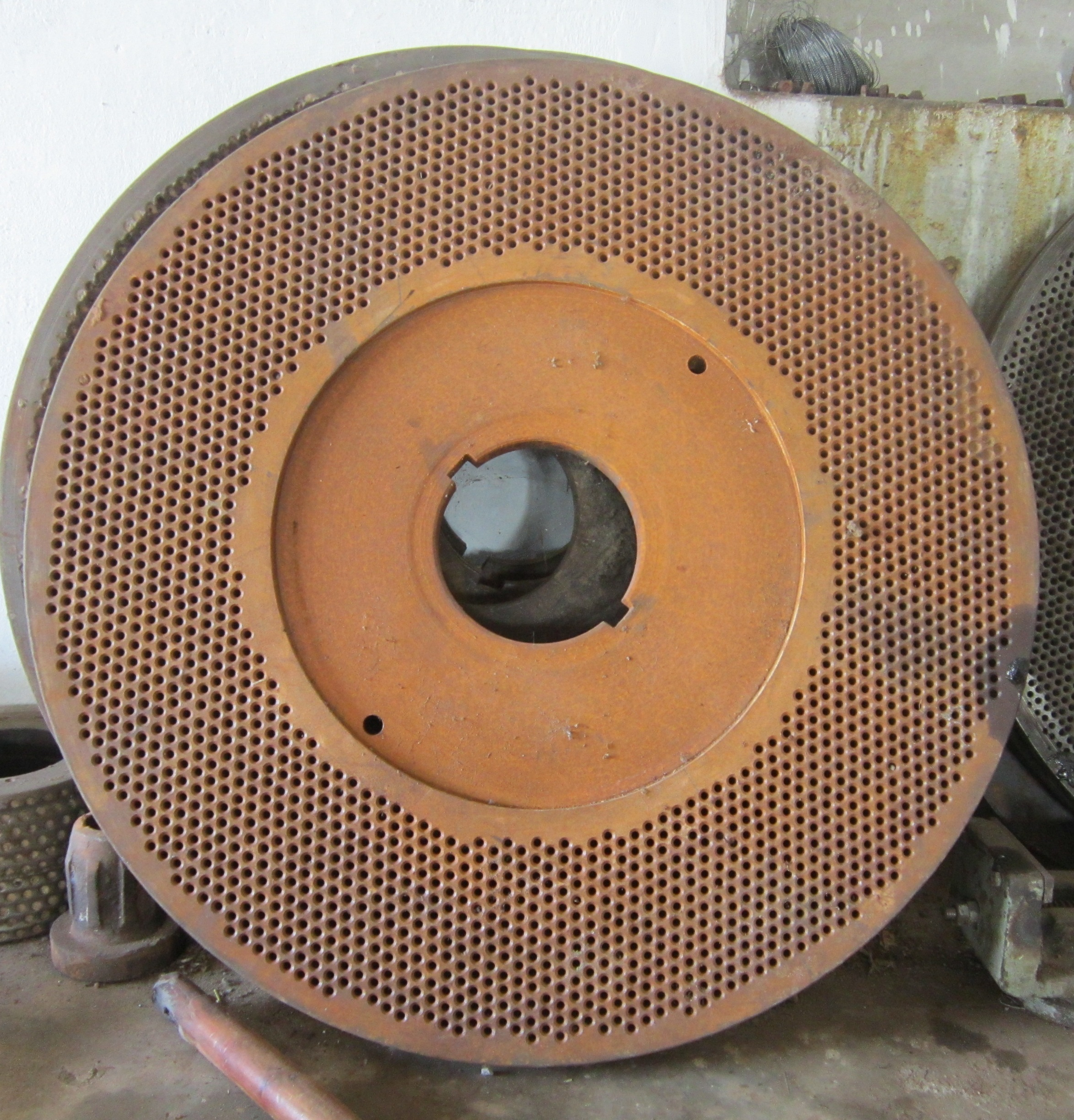
ペレット製造機

現在普及している製造設備はペレット流通量の多いアメリカ合衆国やドイツ及び北欧諸国からもたらされたものが多く、大型機械による大量生産を主眼としているため、流通に消費されるエネルギーと経費を減らしたい、或いは地産地消を謳う日本の施策とは相容れない面がある。そのため日本の流通形態や地域の特色を生かした製造方法を確立する事が必要不可欠であり、国・自治体・民間企業・大学などの研究機関が連携し様々な方法が研究されている。近年は国産の製造設備が開発され、商業利用に堪えられる性能・価格を持つものが増えてきた事で、より一層の普及が期待される。
代表的な製造方法（国産機フラットダイ式生産設備の例）
固形や樹皮は粉砕し粉状にし含水量を調整する。次にペレタイザーと呼ばれる原料に圧力を加え固める装置で成型する。木にはリグニンという成分が含まれているが、これに圧力を加えるとリグニンが溶け接着剤の役割をし、同じく木に含まれるセルロースとヘミセルロースが接着される事で成型できる。このとき含水量が20 % を越えると固まらず、5 % を下回ると固まりにくいため10%前後に調整される。
製造時のエネルギー消費（国産機フラットダイ式生産設備の例）
発熱量5,040 kcal/kg のホワイトペレットを製造する際、ペレット1 kg 当たりに必要な電力量は0.1375 kWh。ペレット発熱量の約2.35 % となる。一方外国製大型機械では1.3 - 2 % 程度なので、まだ国産機の効率は良いとは言えない。

## 歴史

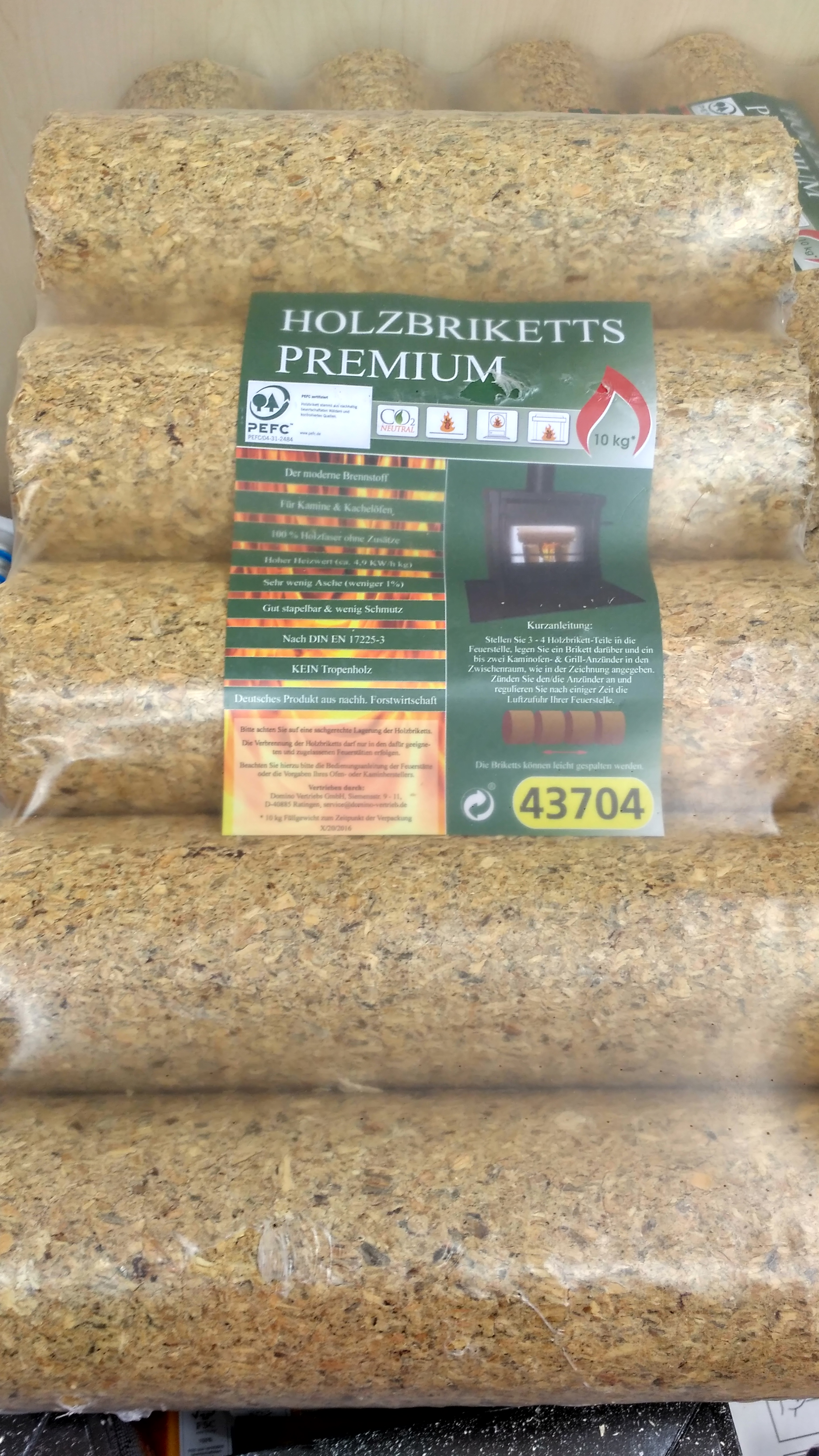
ドイツで販売されている小分けされたウッドペレット

ペレット製造は間伐材や樹根の消費拡大のために何度か普及が試みられてきたが、いずれも失敗に終わってきた。しかし2000年代に入り、地球温暖化問題、原油価格高騰、廃棄物処理経費の増大などの背景もあり、徐々に普及が進み始めている。とりわけ寒冷地での普及が顕著で、日本のペレット先進地である岩手県や原油価格高騰で痛手を被る北海道でペレットストーブの販売量が急速に増えている。機器の購入に助成金を出す自治体が増え、一般家庭でも導入しやすくなった事も増加の一因とされる。本州以南の地域では家庭用よりも温室や乾燥用など農業用での大規模利用が多く、また自治体も支援をおこなっており、価格の低下が見込まれている。

## 課題

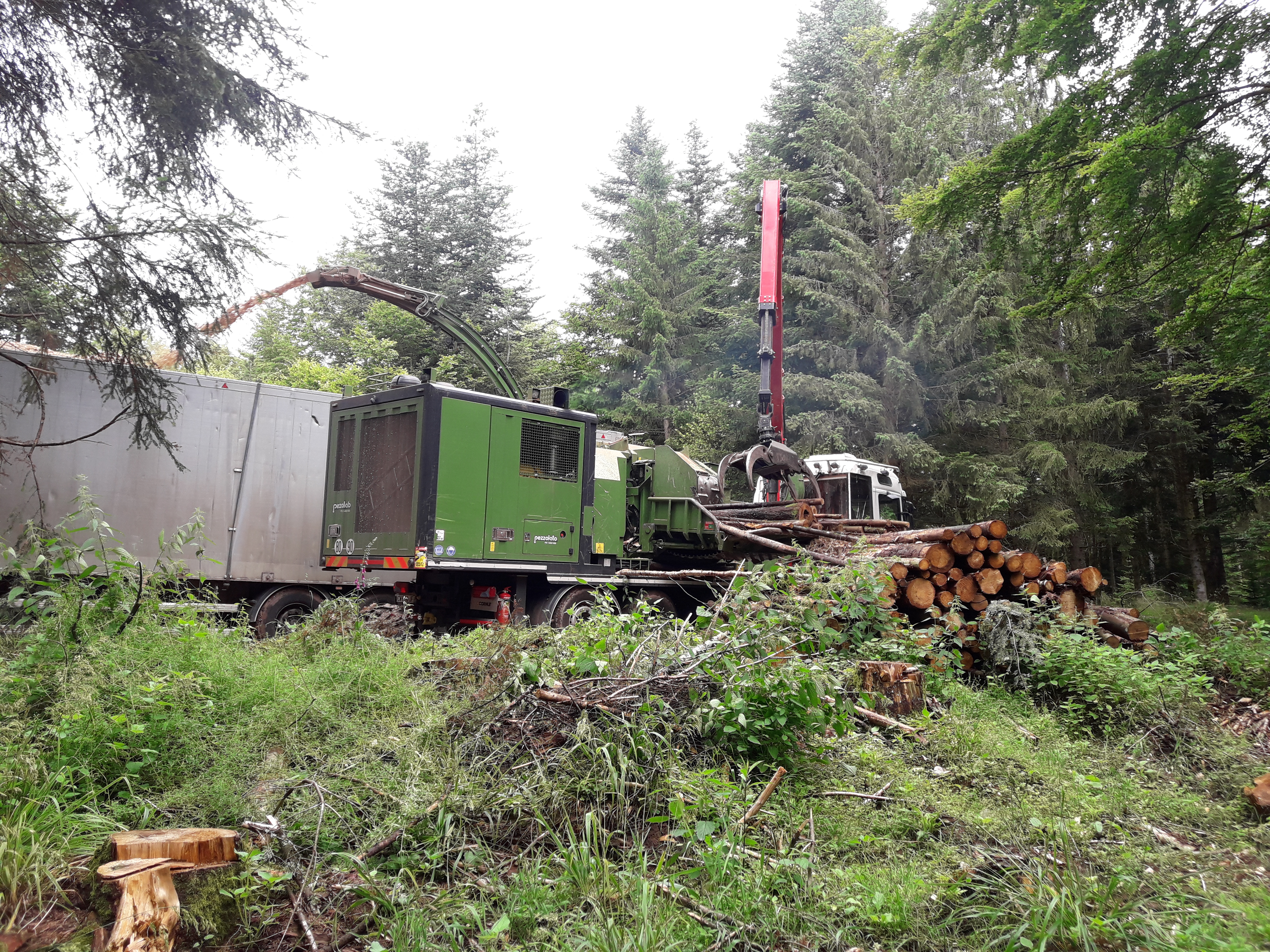
原料となる木材

### 品質の不安定さ
ペレットは木を原料とするため、寒帯林・温帯林・亜熱帯林、また針葉樹か広葉樹かにより出来上がる製品の品質に差が出る。このためストーブメーカーなどが顧客の使用するペレットがどこで作られた物か聞き取りをし、空気量やペレット供給量などを設定しなければ想定通りの燃焼を得られないケースがある。また日本では製造規格が存在せず、そのため品質不良の粗悪なペレットが出回っていることもあり、安定運用の障害になっている。

### 偽装ペレット
原料である森林の持続可能性に関する認証制度は存在しているが、信頼性が低く機能していない。
国際的な「持続可能な木質ペレット」の認証団体であるFSC(Forest Stewardship Council)は、ベトナムの木質ペレット製造販売会社が虚偽表示を行っていたとして認証を取り消した。

### 持続可能性
林業界とEUはバイオマス発電を推進してきたが、森林擁護団体からこの政策を批判する公開書簡が出された。木質ペレット製造業者は木くずなどの廃棄物を活用してペレットを製造していると主張しているが、ペレット製造工場のドローン空撮写真によると、伐採直後の丸太が積み上げられた様子が撮影されている。
また、米国の環境保護団体ドッグウッド・アライアンスによると、木質ペレット輸出量が世界一である米国では、木質ペレット生産のために森林伐採が行われ、生物多様性への悪影響が指摘される。米国は効率的なプランテーション林業のために、成長が早い松の植林を推奨している。そのため単一植物による人工林と化し、多様性が失われている。

こうして製造された木質ペレットは輸出品となり、その輸入と使用は結果的に森林破壊につながっている。日本でもバイオマス発電等での木質ペレットの調達の多くを多くを輸入に頼っており、2021年の輸入量は前年比53.7%と大幅な上昇を見せている。

### 製造過程の公害

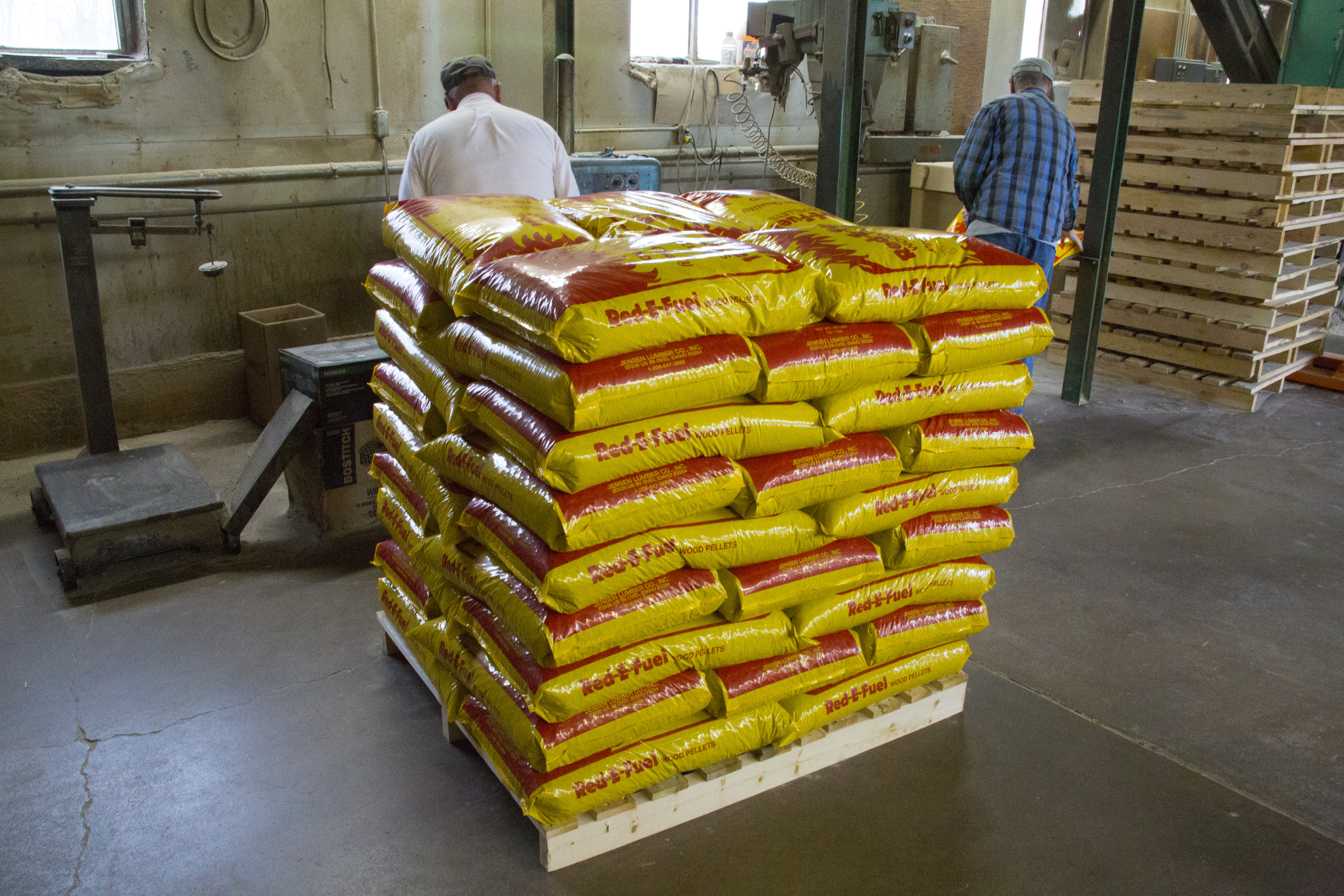
袋詰されたウッドペレット

木質ペレット製造施設が大気汚染や騒音などの公害を引き起こしており、喘息や心臓発作、睡眠障害の原因となっている。そうした施設は低所得地域に集中しており、人種差別を強化する土壌となっている。
全米有色人種地位向上協会も反対の声明を出すなど被害は深刻化している
。

### グリーンウォッシング

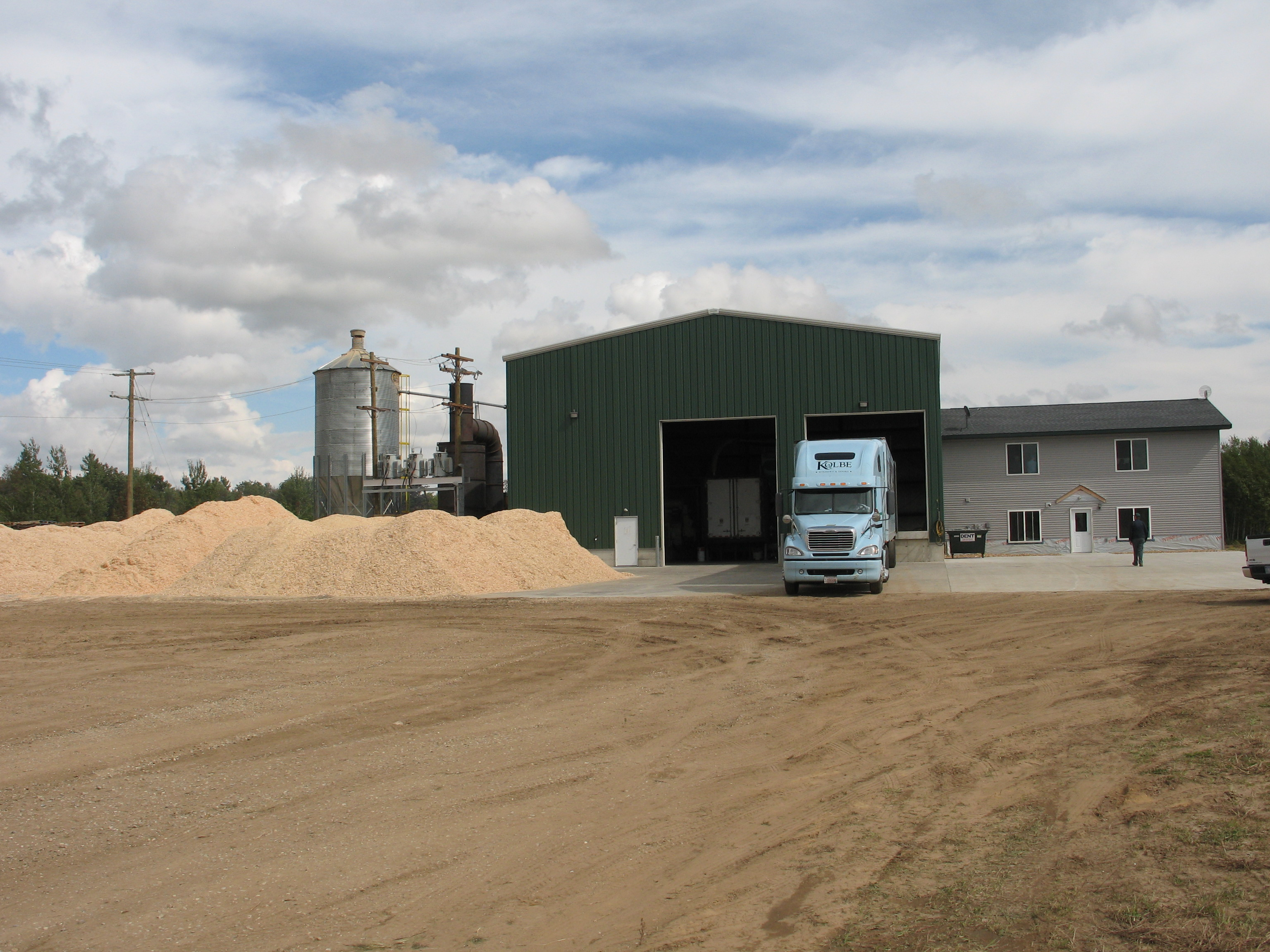
木質ペレット工場に積み上がる原料である大量の破砕木材

植物を燃焼させてしまうと、植物が固定化しているCO2は大気中に放出されるため、木質ペレットの使用は化石燃料と同様に地球温暖化を加速する。またその製造のために天然林の伐採や湿地の埋め立てが行われていると告発されており、それを「再エネ」として日本が輸入していることに対してグリーンウォッシングであるとの批判を受けている。
これに合わせ、米国の環境団体から日本政府に対して木質ペレットの使用を再エネから除外するべきであるとの書簡が出された。

木質ペレットは全ての工程においてCO2を排出する。木質ペレットの生産・加工・輸送・発電すべてを総合したCO2の総排出量は石炭火力発電を上回る。気候変動を抑制するには、木質バイオマス発電への投資をやめ、真に持続可能なエネルギーへと転換する必要があることが指摘されている。

#### 「脱炭素の抜け穴」としての木質ペレット
木質ペレットを始めとする木質バイオマスの製造企業は極めて強力なロビー活動を展開しており、その力を見せつけている。
木質バイオマスを燃焼させた場合でも化石燃料と同様にCO2が放出されるが、木質バイオマスはカーボンニュートラルであるとされるためにそのCO2は排出量にカウントされていない。
そのため、木質バイオマスの使用をグリーンウォッシングと考える100を超えるNGOや科学者、シンクタンクが「再生林を含む木質バイオマス」の削減と使用禁止や、カーボンニュートラルからの除外、補助金停止を訴え、また意見書を発表しているが、それにもかかわらず第26回気候変動枠組条約締約国会議(COP26)ではCOP幹部や各国首脳に黙殺され閉会となっている。

## 需要と供給

### 日本

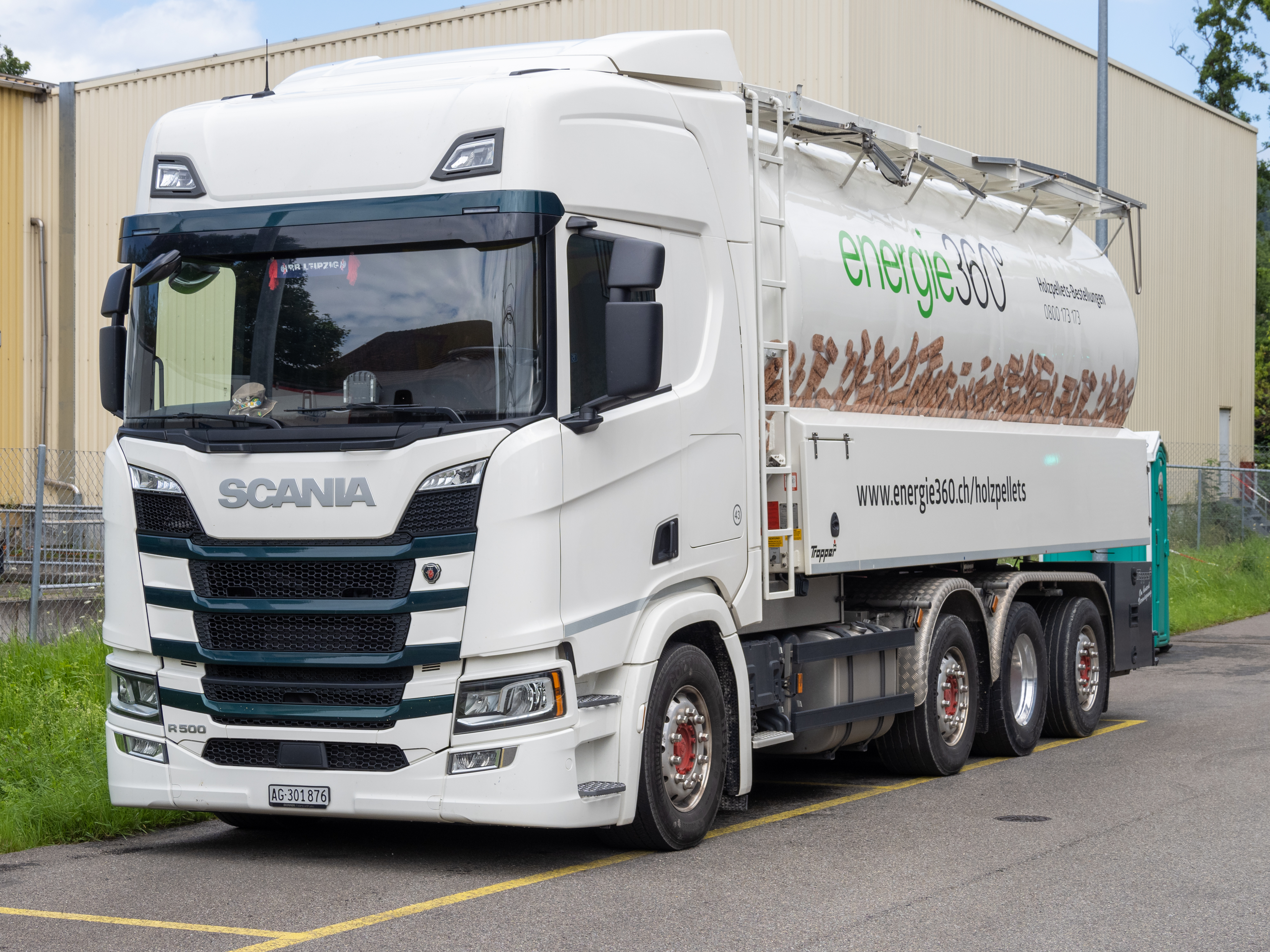
ペレットメーカーの運搬トラック

木質ペレットの需要は増加しており、2028年には木質ペレットの市場規模は238億ドルに到達するという予想もある。
日本の木質ペレット輸入量は増大しており、2022年度は前年比6割増しの480万トンであった。
日本は木質バイオマスの使用を推進し、それらに対し補助金を設定している。そのため世界の主要な木質ペレット生産企業であるエンビバとドラックスは日本を優良顧客として狙いをつけているという。
エンビバはすでに15年に渡る長期契約を日本の大手商社と結んでいる。エンビバは2025年までに取引全体の半分が日本との取引になり、また木質ペレットの総生産量が1000万トンに達すると予想している。
日本の商社は木質ペレットの調達先を広げるため、東アジア、特にベトナムなどに対し投資を拡大している。

またドラックス社は日本法人を設立した。
出光興産はブラックペレット事業を石炭代替と位置づけており、ベトナムに生産プラント開発を投資している。将来的にオーストラリアや北米まで調達網を拡大するという。
北陸電力はブラックペレットの長期調達を計画しており、アメリカ企業であるAymium(エイミウム)に500億円の投資を行い増産を図っている。

### EU
EUでは使用している再生可能エネルギーのうち60%が木質バイオマスによっており、批判が強くなってきている
。